# ستيوارت بيرسي
ستيوارت بيرسي هو لاعب هوكي الجليد كندي، ولد في 18 مايو 1993 في أوكفيل في كندا.

## وصلات خارجية
- ستيوارت بيرسي على موقع دوري الهوكي الوطني (الإنجليزية)
- ستيوارت بيرسي على موقع EliteProspects.com (الإنجليزية)
- ستيوارت بيرسي على موقع Eurohockey.com (الإنجليزية)
- ستيوارت بيرسي على موقع HockeyDB.com (الإنجليزية)
- ستيوارت بيرسي على موقع Hockey-Reference.com (الإنجليزية)